# (2417) McVittie
(2417) McVittie (1964 CD) – planetoida z pasa głównego asteroid okrążająca Słońce w ciągu 5,68 lat w średniej odległości 3,18 au. Odkryta 15 lutego 1964 roku.